# Carré sommable
En mathématiques, une fonction définie sur un espace mesuré Ω et à  valeurs dans ℝ ou ℂ est dite de carré sommable ou de carré intégrable si elle appartient à l’espace L2(Ω) des fonctions dont l'intégrale du carré (du module dans le cas des nombres complexes) converge sur Ω.
Par exemple, une fonction mesurable {\displaystyle f} de ℝ dans ℂ est de carré sommable lorsque l’intégrale suivante (au sens de Lebesgue)
{\displaystyle \int _{\mathbb {R} }|f(x)|^{2}~\mathrm {d} x}
converge, c'est-à-dire si elle existe et correspond ainsi à un nombre fini.

## Définition formelle
Considérons les fonctions mesurables définies sur l’ensemble ℝ et à valeurs dans ℂ dont l’intégrale (au sens de Lebesgue) du carré du module converge. Ces fonctions constituent un espace vectoriel ℒ2(ℝ) qui, grâce à l'inégalité de Hölder, peut être muni de la forme hermitienne positive définie par
{\displaystyle (f,g)_{2}=\int _{\mathbb {R} }f(x){\overline {g}}(x)\,\mathrm {d} x}
et de la semi-norme correspondante
{\displaystyle \|f\|_{2}=\left(\int _{\mathbb {R} }|f(x)|^{2}~\mathrm {d} x\right)^{1/2}.}
Puisqu’une fonction {\displaystyle f} de ℒ2(ℝ) peut rester indéfinie sur un ensemble de mesure nulle sans affecter les intégrales précédentes, la relation d'équivalence « est égale presque partout » permet de constituer des classes de fonctions (notées provisoirement {\displaystyle [f]}) : deux fonctions sont alors dans la même classe si elles sont « égales presque partout », c’est-à-dire égales en dehors d’un ensemble de mesure nulle. L’ensemble de ces classes constitue l’espace vectoriel L2(ℝ).
Puisque le noyau de la semi-norme est l’ensemble des fonctions négligeables (c'est-à-dire nulles presque partout) de ℒ2(ℝ), l’espace L2(ℝ) acquiert une structure d’espace de Hilbert à l’aide du produit scalaire
{\displaystyle ([f],[g])_{2}=\int _{\mathbb {R} }f(x){\overline {g}}(x)~\mathrm {d} x}
et de la norme correspondante
{\displaystyle \|[f]\|_{2}=\left(\int _{\mathbb {R} }|f(x)|^{2}~\mathrm {d} x\right)^{1/2}.}
Ces intégrales ne dépendent pas des représentants {\displaystyle f} ou {\displaystyle g} de ℒ2(ℝ) choisis pour caractériser les classes {\displaystyle [f]} ou {\displaystyle [g]} de L2(ℝ).

## Simplification en passant aux fonctions définies presque partout
Il est commode et fréquent d’identifier une fonction {\displaystyle f} de ℒ2(ℝ) à sa classe {\displaystyle [f]} dans L2(ℝ). Ainsi :
- L’espace L2(ℝ) des fonctions de carré sommable est l’ensemble des (classes d'égalité presque partout de) fonctions mesurables définies presque partout sur ℝ et à valeurs dans ℝ ou ℂ, telles que le carré de leur module soit Lebesgue-intégrable sur ℝ.
- L2(ℝ) est un espace de Hilbert lorsqu’il est muni du produit scalaire

{\displaystyle (f,g)_{2}=\int _{\mathbb {R} }f(x){\overline {g}}(x)~\mathrm {d} x.}

## Quelques propriétés
En tant qu’espace de Hilbert, L2(ℝ) est un espace complet :
Si une suite {\displaystyle (f_{n})_{n\in \mathbb {N} }} dans L2(ℝ) est de Cauchy, alors il existe une limite {\displaystyle f} dans L2(ℝ) (c'est-à-dire une fonction définie presque partout sur ℝ et de carré sommable) telle que
{\displaystyle \lim _{n\to \infty }\int _{\mathbb {R} }|f-f_{n}|^{2}~\mathrm {d} x=0.}
C’est la notion de convergence en moyenne quadratique. Elle n’implique pas nécessairement la convergence ponctuelle presque partout.
Cependant, de toute suite convergente de L2(ℝ), on peut extraire une sous-suite qui converge ponctuellement presque partout. En d’autres termes, si {\displaystyle (f_{n})_{n\in \mathbb {N} }} converge vers {\displaystyle f} en moyenne quadratique, on peut trouver une partie infinie {\displaystyle K} de ℕ et un ensemble {\displaystyle E} de mesure nulle tels que
{\displaystyle \forall x\notin E,\quad \lim _{n\in K,n\to \infty }f_{n}(x)=f(x).}
Le théorème de convergence dominée fournit une condition suffisante de convergence en moyenne quadratique :
Soit {\displaystyle (f_{n})_{n\in \mathbb {N} }} une suite dans L2(ℝ) qui converge presque partout vers une limite {\displaystyle f}. S’il existe une fonction {\displaystyle h} dans L2(ℝ) et un ensemble {\displaystyle E} de mesure nulle tels que
{\displaystyle \forall x\notin E,\quad |f_{n}(x)|\leq h(x),}
alors {\displaystyle (f_{n})_{n\in \mathbb {N} }} converge en moyenne quadratique vers {\displaystyle f}.

## Les fonctions de carré sommable en physique
En physique quantique, une fonction d'onde {\displaystyle |\Psi ({\vec {r}},t)\rangle } associée à une particule est de carré sommable relativement à la variable spatiale. Physiquement, en effet, le carré du module de la fonction d'onde {\displaystyle |\Psi ({\vec {r}},t)\rangle } est une densité de probabilité de présence de la particule au point {\displaystyle {\vec {r}}} et à l'instant {\displaystyle t}. Par conséquent, l'intégrale de ce carré vaut 1, puisque la particule se trouve quelque part dans l'espace. En termes plus mathématiques, une fonction d'onde est de norme 1 dans l'espace des fonctions de carré sommable.

## Note
1. ↑  ℝ est ici muni à la fois de la tribu de Lebesgue et de la mesure de Lebesgue.